# Georg Heberer

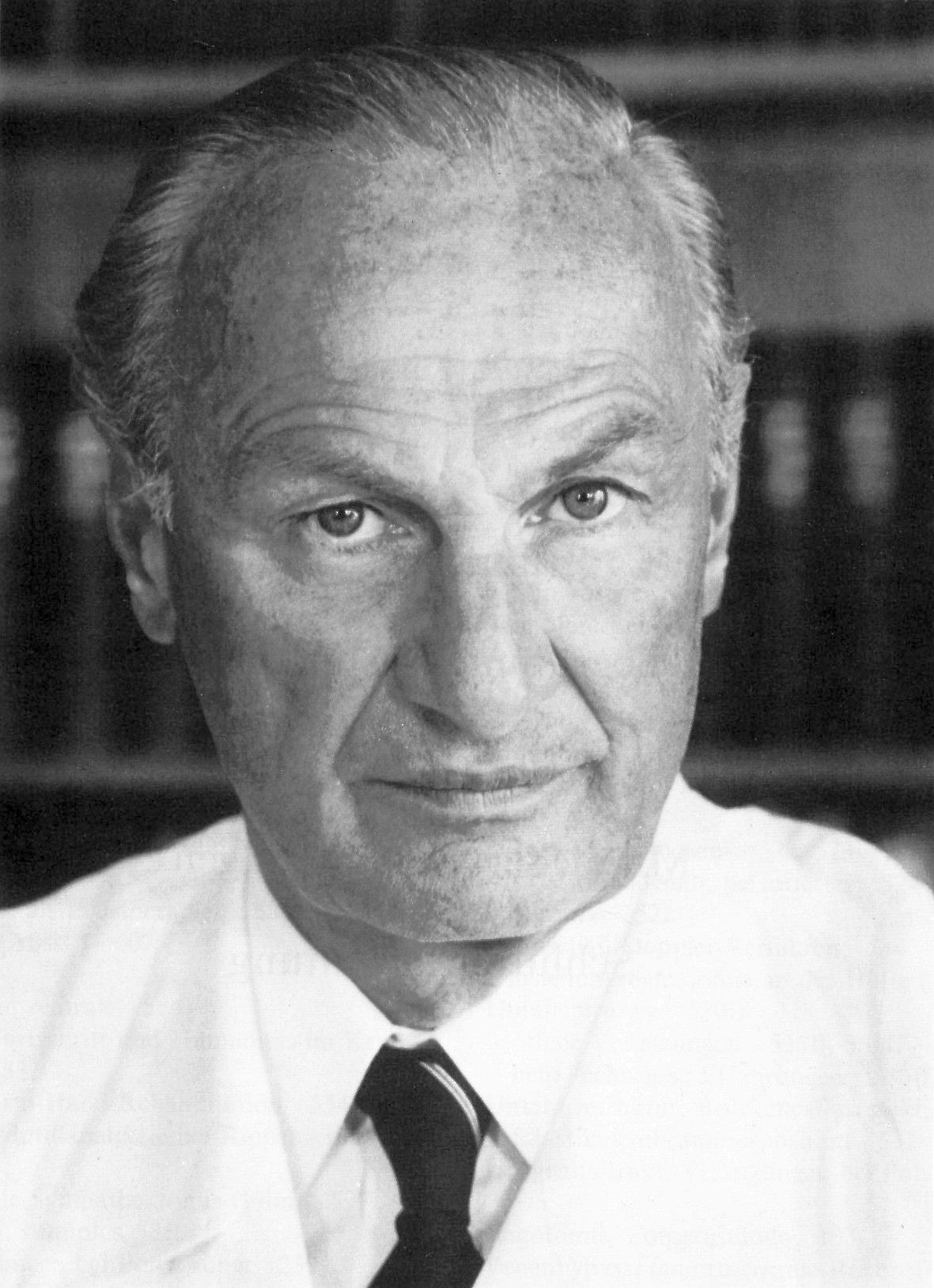
Georg Heberer, 1990

Georg Heberer (* 9. Juni 1920 in Dietzenbach; † 21. März 1999 in Arosa) war ein deutscher Chirurg und Hochschullehrer in Köln und München. Er war ein Pionier der Gefäß- und Koronarchirurgie und leistete Wesentliches zur Standardisierung der Lungenchirurgie.

## Leben
Heberer besuchte die Oberrealschule in Offenbach am Main. Nach dem Abitur studierte er von 1940 bis 1945 an der Philipps-Universität Marburg, der Ludwigs-Universität Gießen, der Ruprecht-Karls-Universität Heidelberg und der Eberhard Karls Universität Tübingen Medizin. Approbiert und promoviert wurde er 1945 in Tübingen. Die chirurgische Ausbildung begann er 1948 bei Rudolf Zenker am Städtischen Krankenhaus Mannheim. Als Oberarzt wechselte Heberer 1951 mit Zenker an die Marburger Universitätsklinik. 1953 habilitierte er sich. Mit ihm Oberarzt war unter anderem Gerd Hegemann. 1958 wurde Heberer Professor in Marburg.

### Köln
1959 folgte er dem Ruf der Universität zu Köln. Er war Direktor der II. Chirurgischen Universitätsklinik in Köln-Merheim. Als wichtigen Beitrag zur klinischen Forschung baute er in Köln die erste deutsche Abteilung für Experimentelle Chirurgie auf. Von 1963 bis 1973 war er Direktor der I. Chirurgischen Universitätsklinik in Köln-Lindenthal. 1967/68 war er Dekan der Medizinischen Fakultät. Er verselbständigte die Anästhesiologie und die Urologie. Die Kölner Studenten verabschiedeten ihn 1973 mit einem Fackelzug.

### München
In der Nachfolge seines Lehrers Zenker übernahm er 1973 das Direktorat der Chirurgischen Klinik in Münchens Nußbaumstraße. 1978 bezog er als Ordinarius für Chirurgie und als Direktor der Chirurgischen Universitätsklinik das Klinikum Großhadern. 1989 wurde er emeritiert. Auch dabei wurde er mit einem Fackelzug geehrt. In Würdigung seiner Verdienste vergibt die Ludwig-Maximilians-Universität München alljährlich den Georg Heberer Award der in Portland (Oregon) ansässigen Chiles Foundation.

### Ruhestand
Er liebte Graubünden und war in den letzten 25 Jahren seines Lebens oft in Arosa. Dort starb er, nachdem er am Vormittag noch Ski gefahren war, im Mittagsschlaf ganz unerwartet mit fast 79 Jahren. Beigesetzt wurde er im engsten Kreis in dem hochgelegenen kleinen Bergfriedhof beim Bergkirchli. Am Grab sprach sein Kollege, der Chirurgieprofessor Ernst Kern, der wie Heberer jahrzehntelang als Schriftleiter der Zeitschrift Der Chirurg tätig war und mit dem er im Oktober 1998 noch Bhutan bereist hatte. Auf der akademischen Trauerfeier am 2. Juli 1999 in München sprachen Friedrich-Wilhelm Schildberg, Klaus Peter, Albrecht Encke, Robert E. Hermann (Cleveland), Yoshio Mishima (Tokio), Toshihiko Ban (Kyōto) und Hans-Jürgen Peiper.

## Herausgeber
Über 25 Jahre war er Schriftleiter der Zeitschrift Der Chirurg. Sie wurde zum weltweit zweitgrößten wissenschaftlichen Publikationsorgan für Chirurgie.

## Ehrungen
- Wahl in die Deutsche Akademie der Naturforscher Leopoldina (1972)[7]
- Präsident der Deutschen Gesellschaft für Chirurgie (1980)[8]
- Bayerischer Verdienstorden
- Ehrendoktor der Georg-August-Universität Göttingen (1988)
- Ehrenmitglied
  - Österreichische Gesellschaft für Chirurgie
  - Bayerische Chirurgenvereinigung
  - Oberösterreichischen Ärztevereinigung Linz
  - Surgical Society of Columbia
  - American Surgical Association
  - American College of Surgeons
  - Spanische Chirurgenvereinigung
  - Vereinigung Nordwestdeutscher Chirurgen
  - Vereinigung Niederrheinisch Westfälischer Chirurgen
  - Académie nationale de chirurgie, Paris
- Bundesverdienstkreuz I. Klasse
- Max-Lebsche-Medaille der Bayerischen Chirurgenvereinigung
- Präsident der deutschen Gesellschaft für Katastrophenmedizin (1983/84)
- Vizepräsident der Societé Internationale de Chirurgie

## Veröffentlichungen (Auswahl)
- mit K. Schultis, K. Hoffmann und B. Günther: Postaggressionsstoffwechsel. 2 Bände. Schattauer, Stuttgart / New York 1976–1980.
- mit Wolfgang Köle und Harald Tscherne: Chirurgie. Lehrbuch für Studierende der Medizin und Ärzte (= Heidelberger Taschenbücher, Basistext Medizin. Band 191). Springer-Verlag, Berlin / Heidelberg / New York 1977, ISBN 3-540-08423-1; 3. Auflage ebenda 1980.